# ألوتشة قشلاق
ألوتشة قشلاق هي قرية في مقاطعة ورزقان، إيران. عدد سكان هذه القرية هو 310 في سنة 2006.